# Quad City DJ’s
Die Quad City DJ’s sind ein amerikanisches Hip-Hop-Musikprojekt der Musiker C. C. Lemonhead (Nathaniel Orange) and Jay Ski (Johnny McGowan) aus Jacksonville, Florida, das vor allem in der Mitte der 1990er Jahre im Miami Bass aktiv war. Das Duo veröffentlichte 1996 mit Get On Up and Dance ihr einziges Album und konnten mit dem Song C'mon n' Ride It (The Train) einen Hit in den Vereinigten Staaten und Kanada platzieren.
Für ihren Titelsong Space Jam beim Soundtrack des gleichnamigen Films und die nachfolgende Single wurden sie 1998 für den Grammy Award for Best Dance Recording nominiert. Dieser Song wurde auch in Europa bekannt und konnte sich in den deutschen und britischen Charts platzieren.

## Diskografie

### Alben
| Jahr | Titel               | Höchstplatzierung, Gesamtwochen, AuszeichnungChartplatzierungen (Jahr, Titel, Platzierungen, Wochen, Auszeichnungen, Anmerkungen) | Höchstplatzierung, Gesamtwochen, AuszeichnungChartplatzierungen (Jahr, Titel, Platzierungen, Wochen, Auszeichnungen, Anmerkungen) | Höchstplatzierung, Gesamtwochen, AuszeichnungChartplatzierungen (Jahr, Titel, Platzierungen, Wochen, Auszeichnungen, Anmerkungen) | Höchstplatzierung, Gesamtwochen, AuszeichnungChartplatzierungen (Jahr, Titel, Platzierungen, Wochen, Auszeichnungen, Anmerkungen) | Höchstplatzierung, Gesamtwochen, AuszeichnungChartplatzierungen (Jahr, Titel, Platzierungen, Wochen, Auszeichnungen, Anmerkungen) | Anmerkungen                         |
| Jahr | Titel               | DE | AT | CH | UK | US | Anmerkungen                         |
| ---- | ------------------- | --- | --- | --- | --- | --- | ----------------------------------- |
| 1996 | Get On Up and Dance | — | — | — | — | US31 Platin · (42 Wo.)US | Erstveröffentlichung: 25. Juni 1996 |

### Singles
| Jahr | Titel Album                                      | Höchstplatzierung, Gesamtwochen, AuszeichnungChartplatzierungen (Jahr, Titel, Album, Platzierungen, Wochen, Auszeichnungen, Anmerkungen) | Höchstplatzierung, Gesamtwochen, AuszeichnungChartplatzierungen (Jahr, Titel, Album, Platzierungen, Wochen, Auszeichnungen, Anmerkungen) | Höchstplatzierung, Gesamtwochen, AuszeichnungChartplatzierungen (Jahr, Titel, Album, Platzierungen, Wochen, Auszeichnungen, Anmerkungen) | Höchstplatzierung, Gesamtwochen, AuszeichnungChartplatzierungen (Jahr, Titel, Album, Platzierungen, Wochen, Auszeichnungen, Anmerkungen) | Höchstplatzierung, Gesamtwochen, AuszeichnungChartplatzierungen (Jahr, Titel, Album, Platzierungen, Wochen, Auszeichnungen, Anmerkungen) | Anmerkungen |
| Jahr | Titel Album                                      | DE | AT | CH | UK | US | Anmerkungen |
| ---- | ------------------------------------------------ | --- | --- | --- | --- | --- | ----------- |
| 1996 | C’mon n’ Ride It (The Train) Get On Up and Dance | — | — | — | UK95 (1 Wo.)UK | US3 Platin · (42 Wo.)US |             |
| 1997 | Space Jam Get On Up and Dance                    | DE71 (9 Wo.)DE | — | — | UK57 (2 Wo.)UK | US37 (20 Wo.)US |             |

Weitere Singles
- 1997: Let’s Do It

## Auszeichnungen für Musikverkäufe
| Goldene Schallplatte - Australien - 1997: für die Single C’mon n’ Ride It (The Train) |

Anmerkung: Auszeichnungen in Ländern aus den Charttabellen bzw. Chartboxen sind in ebendiesen zu finden.
| Land/RegionAuszeichnungen für Musikverkäufe (Land/Region, Auszeichnungen, Verkäufe, Quellen) | Gold  | Platin     | Verkäufe  | Quellen     |
| -------------------------------------------------------------------------------------------- | ----- | ---------- | --------- | ----------- |
| Australien (ARIA)                                                                            | Gold1 | —          | 35.000    | aria.com.au |
| Vereinigte Staaten (RIAA)                                                                    | —     | 2× Platin2 | 2.000.000 | riaa.com    |
| Insgesamt                                                                                    | Gold1 | 2× Platin2 |           |             |